# Самара (пещера)
Самара е пещера в Източните Родопи, на територията на община Крумовград.

## Обща информация
Образувана е във варовикови скали, с карстови образувания от вторичен произход – сталагмити, сталактити и драперии по стените. Общата дължина на пещерата е 327 m, а денивелацията е 11 m. Намира се защитена местност Рибино.
Обитавана е от колонии от прилепи, поради което местността Рибино е със статус на защитена местност. След входа има 20 m пропълзяване, вътре по-голяма част от галериите са леснопроходими с високи, но тесни лабиринти – на места стените се събират до 50 cm. Входът се намира на около 8 m над реката, 20 m след бетонна постройка, откъдето реката е изведена с извор от пещерата.

## История
В пещерата са открити фрагменти от керамични съдове от праисторията, античността и средновековието. Първите обитатели построяват две стени. Едната около входа, а другата на 10 m, която обгражда вътрешността. Няколко големи наводнения прекъсват ритъма на живот. В пещерата са открити дарове от погребението на тракийски владетел от преди 3500 години, които нямат аналог. Намерена е двойна брадва (лабрис), хирургически инструменти и сребърен амулет с формата на женска утроба. Двойната брадва е изработена от висококачествен бронз. Поставяла се е на върха на дървен жезъл и е символ на царската власт. Особено ценен е сребърният амулет, който е част от култа към Богинята майка. Хирургическите инструменти се състоят от бронзов скалпел, шило и игла, завършваща с малка лъжичка. Те са потвърждение, че тракийските владетели са били жреци и лечители. Предметите се намират в Регионалния исторически музей в Кърджали.

## Биология
Пещерите в района служат като места за размножаване на седем вида прилепи, включени в Световния Червен списък.